# Stratiomys approximata
Stratiomys approximata är en tvåvingeart som beskrevs av Enrico Adelelmo Brunetti 1923. Stratiomys approximata ingår i släktet Stratiomys och familjen vapenflugor. Inga underarter finns listade i Catalogue of Life.